# Nickelodeon (kino)

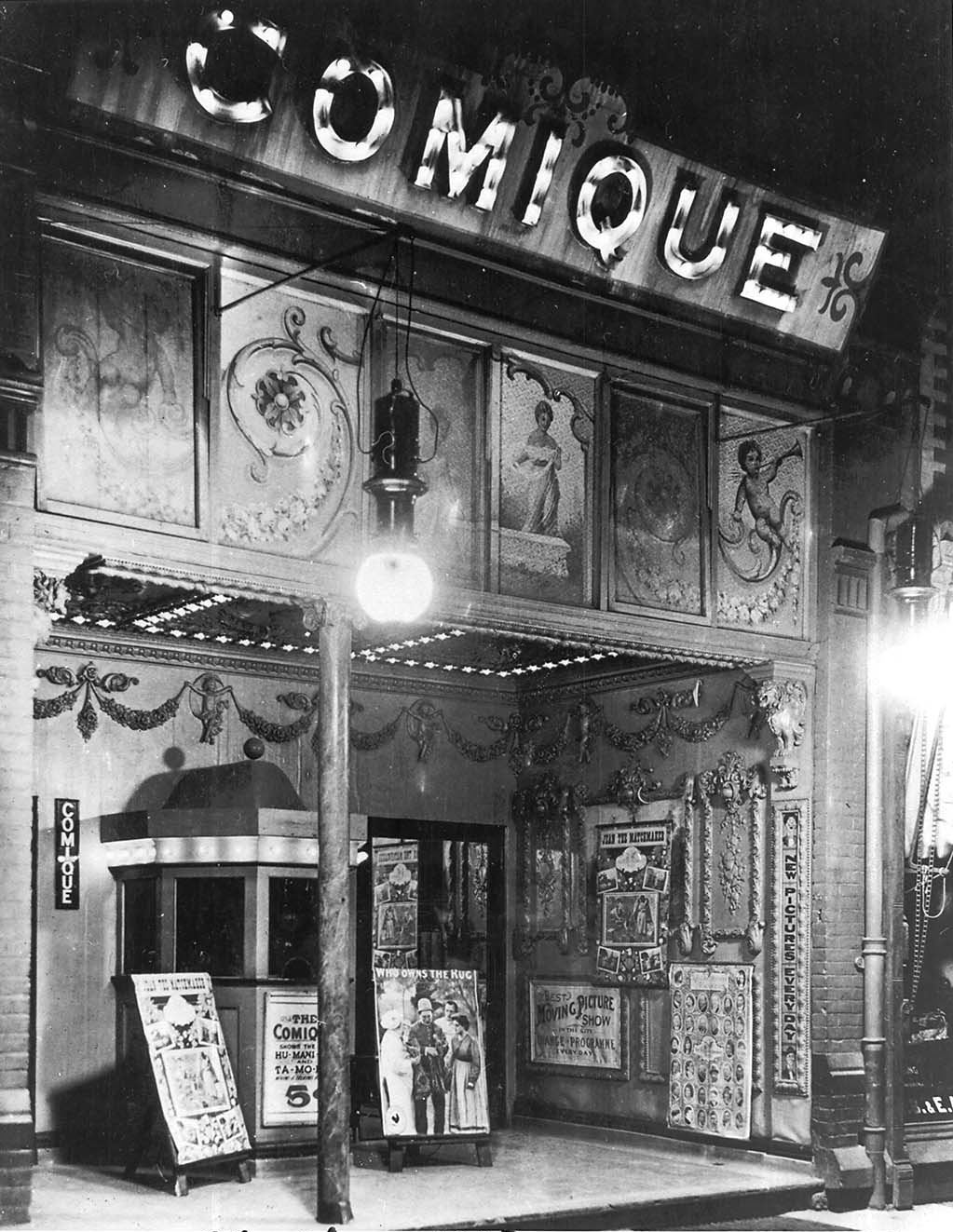
Nickelodeon v Torontu, Ontario, Kanada, asi 1910

Prvním kinům se říkalo nickelodeon. Odeon je řecký výraz pro divadlo. Vešlo se do nich asi 100 diváků a předváděly se zde filmy průběžně, což zajišťovalo neustálý příliv návštěvníků. Cena lístku byla pouhý niklák, tedy 5 centů. První byl postaven v USA v roce 1905 a do roku 1907 chodili do "nickelodeon" každý den asi dva milióny amerických diváků. Tato konjunktura však neměla dlouhého trvání. Kolem roku 1910 začala "nickelodeon" vytlačovat kina s větší kapacitou, která byla s to předvádět další filmy.
V roce 1908 bylo v celých Spojených státech asi 8000 těchto "nickelodeon". Jedním z nich bylo i Orpheum Theater v Haverhill, Massachusetts, USA otevřené slavným americkým producentem Louisem B. Mayerem.